# 구본형
구본형(1954년 1월 15일 ~ 2013년 4월 13일)은 대한민국의 1인기업가, 칼럼니스트, 작가이며 구본형 변화경영연구소 소장이었다. 대표적인 저서는 <익숙한 것과의 결별>(1998년)이며 이 외에도 40여권의 베스트셀러가 있다.

## 생애
1954년 1월 15일 충청남도 공주시에서 출생했다.
1992년 한국능률협회로부터 제1회 '경영혁신대상' 개인 공로자상을 수상하였다.
2005년 삼성 SDS e캠퍼스는 활동 중인 3,000명의 강사 중에서 최고의 강사로 그를 선정했다.
기업의 CEO들이 뽑은 최고의 변화경영이론가이며, 직장인이 가장 만나고 싶어 하는 강연가 1순위에 선정되어 있다.
KBS 라디오는 2005년 ‘구본형의 성공시대’를 12부작 드라마로 제작하여 방송했다.
- 50년의 삶을 설계하라 – 아시아경제 인터뷰(2011년 4월 20일)
- [낭독의 발견] 누구나 길 위에서는 그리움을 품는다 (2010년 7월 5일)
- [SBS 스페셜] 천직 찾아 휴가 가요 - 보케이션 베케이션 (2008년 9월 7일)
- 재야의 경영이론가 ‘귀하신 몸’ - 구본형 변화경영연구소장 (주간조선, 2006년 5월 2일)
- 삼성 SDS, 최고의 인기강사로 구본형 변화경영연구소장 선정 (한국경제 및 디지털타임스 등,  2005년 9월 29일)
- KBS 엄길청의 성공시대 - 인간 ‘구본형’ 12부작 드라마 (2005년)
- [이헌익의 인물 오딧세이] ‘자기변혁 전도사’ 구본형씨 (중앙일보, 2002년 2월 23일)
- 정숭호가 만난 사람 - 기업경영 ‧ 혁신 전문가 구본형 (한국일보, 2000년 6월 19일)
- 기타 : KBS, MBC, SBS, SDN, EBS, 불교방송, 교통방송, 인천방송, 평화방송

## 학력
- 서강대학교 역사학
- 서강대학교 경영대학원 경영학

## 경력
- 1980년~ 2000년 한국IBM에서 근무하면서 경영혁신의 기획과 실무를 총괄해 왔다.
- 1991년부터 1996년까지는 IBM 본사의 말콤 볼드리지(Malcolm Baldrige) 국제 심사관 으로, 아시아태평양 조직들의 경영혁신과 성과를 컨설팅하였다.
- 2000 ~ 2013.04 '구본형 변화경영 연구소' 소장으로 직장인을 위한 강연과 칼럼, 활발한 저술 활동을 하고 했다.

## 저서
- 저서 '익숙한 것과의 결별'은 전문가가 뽑은 '90년대의 책 100선'에 선정되었다.
- 저서 '그대, 스스로를 고용하라'는 동아일보가 뽑은 '2001년 전반기 읽어야 할 책 10선'에 선정되었고, 동시에 중앙일보 선정 '2001년 좋은 책 100선'에 올랐다.
- 저서 ‘오늘 눈부신 하루를 위하여’는 2004년 리드앤리더 자문위원단이 뽑은 국내외 ‘비즈니스 명저 40’에 선정되었다.
- 2005년 저서 ‘코리아니티 경영’은 한국의 문화적 DNA를 바탕으로 제 2의 성장을 가능케 하는 차별적 경영모델을 제시한 것으로 평가 받고 있다.
- 2006년 저서 '공익을 경영하라'는 공익분야의 경영혁신을 '현미경을 들여다 보듯 깊이 있게 성찰한 책'으로 평가 받았다.
- 2007년 저서 '사람에게서 구하라'는 중국 고대의 리더십을 현대적 경영언어로 재해석해 놓은 인간중심경영의 교본이며,
- 2008년 저서 '세월이 젊음에게'는 젊은 직장인들에게 들려주는 아버지처럼 따뜻한 경력관리에 관한 조언이다.
- 2009년의 저서 ‘The Boss-쿨한 동행’은 직장인이 가장 어려워하는 상사와의 관계를 집중적으로 다루었고,
- 2010년 저서 ‘필살기’는 직장인이 자신을 차별적 전문가로 계발하는 원칙과 방법을 집중 탐구한 책이다.
- 2011년 저서 ‘깊은 인생 Deep Life’ 은 평범한 사람들이 어떻게 특별한 삶을 살게 되었는지 그 도약의 순간과 과정을 집중 조명하여 포착한 책으로, 우리 내면에 잠재한 위대함의 발아를 돕기 위해 구상되었다.

## 활동
구본형의 명함에는 ‘변화경영 전문가’라고 적혀 있었다. 마흔여섯 살에 직장에서 나와 스스로의 정체성이 필요할 때 그를 지탱하게 해준 스스로 명명한 직업의 이름이다.
- Management Quality Assessment (볼드리지 모델)
- Change Acceleration
- Human Transition/Self- Motivation
- Organizational Culture
- Leadership & upward leadership
- Transformation Management in Public sector
- New Life & Habits Project

## 같이 보기
- 공병호